# Stefan Jędryszczak

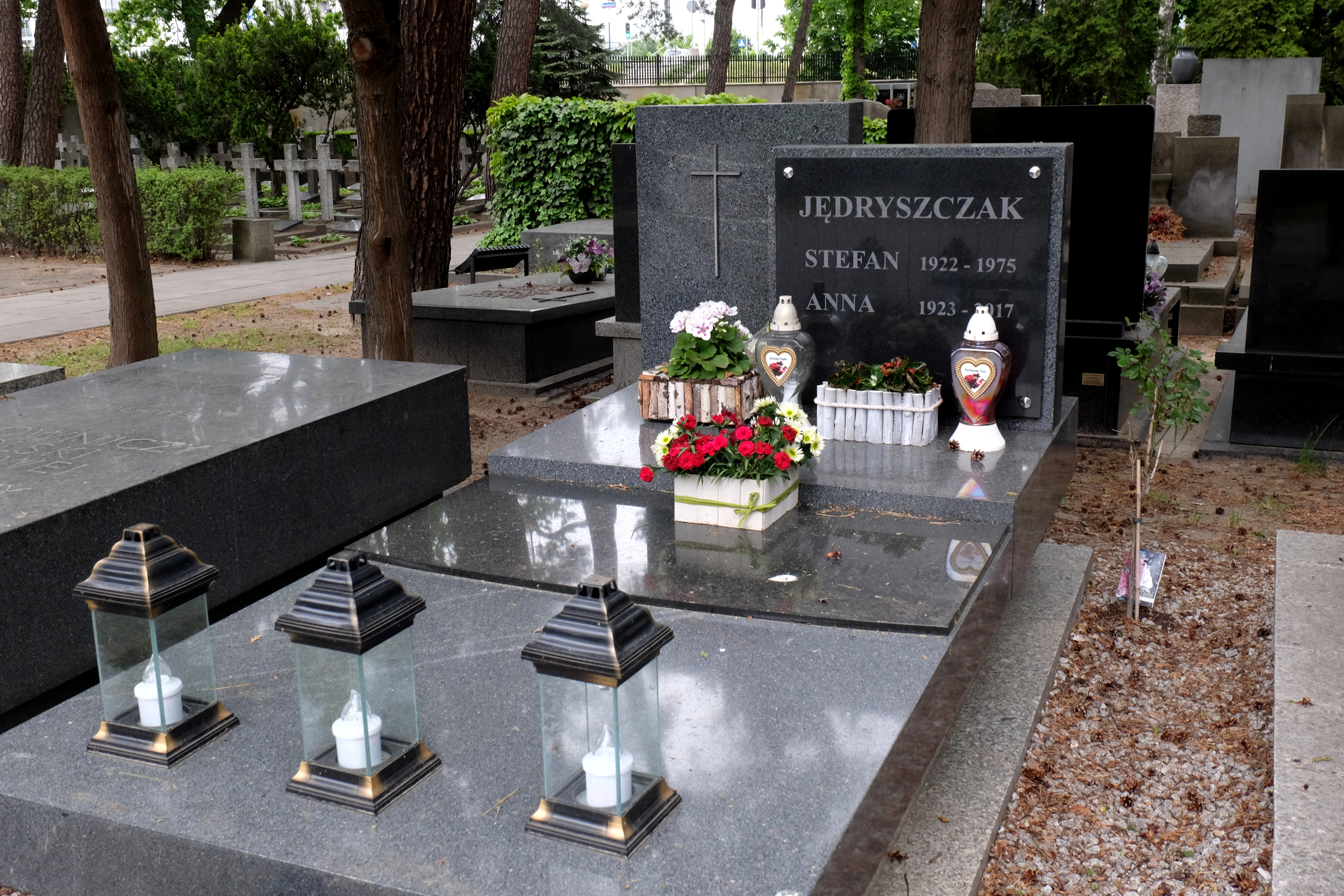
Grób Stefana Jędryszczaka na cmentarzu wojskowym na Powązkach w Warszawie

Stefan Jędryszczak (ur. 3 sierpnia 1922 w Porębie, zm. 31 sierpnia 1975) – polski działacz komunistyczny, I sekretarz Komitetu Wojewódzkiego PZPR w Łodzi (1960–1968), członek Komitetu Centralnego PZPR (od 1968), poseł na Sejm PRL III, IV i V kadencji (1961–1972).

## Życiorys
W 1936 skończył szkołę podstawową, po czym został formierzem. 1 lutego 1945 został członkiem Polskiej Partii Robotniczej. Był sekretarzem Komitetu Gminnego PPR w Porębie. Od 1945 zakładał komórki Związku Zawodowego Metalowców w Zakładach „Poręba” jako sekretarz Oddziału Centralnego tego Związku w Zawierciu, następnie był jego przewodniczącym (do 1948), od 1946 przewodniczył także tamtejszej Powiatowej Radzie Związków Zawodowych. Od grudnia 1946 członek Komitetu Powiatowego i egzekutywy PPR w Zawierciu, później został II sekretarzem KP PPR w Będzinie. Od października 1948 do maja 1949 na kursie w Centralnej Szkole Partyjnej im. Juliana Marchlewskiego w Łodzi. W grudniu 1948 wraz z PPR przystąpił do Polskiej Zjednoczonej Partii Robotniczej. Od 1949 do 1950 był sekretarzem organizacyjnym Komitetu Powiatowego PZPR w Będzinie, w latach 1950–1952 I sekretarzem Komitetu Miejskiego partii w Częstochowie, w okresie 1952–1954 sekretarzem organizacyjnym Komitetu Wojewódzkiego PZPR w Rzeszowie, w latach 1954–1958 słuchaczem Wyższej Szkoły Nauk Społecznych przy KC PZPR, potem do 1960 był sekretarzem organizacyjnym KW PZPR we Wrocławiu, a w latach 1960–1968 I sekretarzem KW PZPR w Łodzi.
Delegat na II, III, IV i V Zjazd PZPR. W latach 1961–1972 pełnił mandat posła na Sejm PRL. Od czerwca 1964 był zastępcą członka, a od listopada 1968 członkiem KC PZPR. W okresie 1965–1969 pełnił funkcję przewodniczącego Wojewódzkiego Komitetu Frontu Jedności Narodu w Łodzi. Od 1 lutego 1969 prezes Centralnego Związku Rolniczych Spółdzielni Produkcyjnych. W latach 1969–1973 studiował na Wydziale Ekonomiczno-Rolniczym Szkoły Głównej Gospodarstwa Wiejskiego w Warszawie. Od 1 lutego 1972 zastępca naczelnego dyrektora Powszechnego Zakładu Ubezpieczeń. Zmarł śmiercią tragiczną. Pochowany na Cmentarzu Wojskowym na Powązkach w Warszawie (kwatera C2-tuje-10).
Jego ojcem był Mikołaj, a żoną Anna (1923–2017). Odznaczony Orderem Sztandaru Pracy II klasy, Krzyżem Oficerskim Orderu Odrodzenia Polski, Medalem 10-lecia Polski Ludowej i Złotym Odznaczeniem im. Janka Krasickiego.